# كيه2 بلاك بانثر
كيه2 بلاك بينثر (بالإنجليزية: K2 Black Panther)‏ وتعني الفهد الأسود، هي دبابة قتال رئيسية تمتلكها كوريا الجنوبية. هذه الدبابة قوية التدريع، كما بها نسخة مزودة بدروع تفاعلية، و هي أيضا مزودة بنظام الحماية النشطة المضادة، الدبابة الكورية مزودة بالمدفع الألماني عيار 120 ملم مشابه لذلك التي تستعمل الليوبارد 2، هذه الدبابة لديها نظام تحكم بالنيران متقدم جدا، قادر على الرصد، التتبع والإطلاق بصفة آلية على الاهداف الارضية المعادية و قادر على استهداف طائرات الهليكوبتر التي تطير على علو منخفض.